# El Evangelio según la otra María

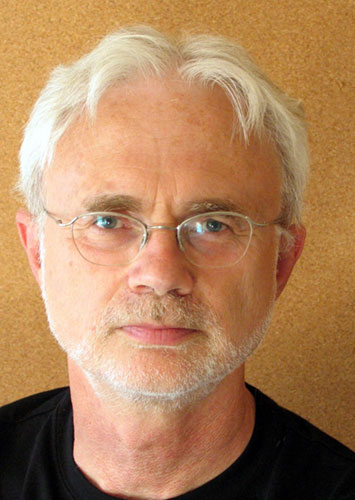
Retrato fotográfico del compositor John Adams

El Evangelio según la otra María (en inglés: The Gospel According to the Other Mary) es una ópera-oratorio del compositor contemporáneo norteamericano John Adams, su versión escénica se estrenó el 7 de marzo de 2013, por la Orquesta Filarmónica de los Ángeles, unos meses antes de que la ópera de Mark Adamo titulada El Evangelio de María Magdalena se estrenara en San Francisco.
La obra se centra en las últimas semanas de la vida de Jesús. incluyendo su pasión, desde el punto de vista de la otra María, María Magdalena, su hermana  Marta, y su hermano Lázaro.  El libreto de Peter Sellars se basa en los textos del  Antiguo y del Nuevo Testamento y de Rosario Castellanos, Rubén Darío, Dorothy Day, Louise Erdrich, Hildegard von Bingen, June Jordan, y Primo Levi.
El Evangelio según la otra María fue finalista del Premio Pulitzer de Música de 2014.

## Reparto
- María Magdalena, mezzo-soprano
- Marta, su hermana, contralto
- Lazaro, su hermano, tenor
- 3 contratenores
- SATB Coro (al menos 40 voces)